# Kiebitzreihe
Kiebitzreihe (niederdeutsch: Kiebitzreeg) ist eine Gemeinde im Kreis Steinburg in Schleswig-Holstein. Wischreihe und Bekenreihe liegen im Gemeindegebiet.

## Geografie
Kiebitzreihe liegt in einem ehemaligen Moorgebiet nahe Elmshorn.
Im Südwesten der Gemeinde liegt die Bahnstrecke Elmshorn–Westerland.

## Geschichte
1650 wurde Kiebitzreihe erstmals in einer Urkunde erwähnt, die die Trockenlegung des Königsmoores zum Inhalt hatte. Dort heißt es: „ok schölen de Kiwitzlüde das water vor dem Wildenmohr afdiken …“.

## Politik

### Gemeindevertretung
Bei der Kommunalwahl am 14. Mai 2023 wurden insgesamt 13 Sitze vergeben. Von diesen erhielt die CDU sieben Sitze und die SPD erhielt sechs Sitze.

### Wappen
Blasonierung: „In Blau ein schreitender goldener Schwan mit erhobenen Flügeln und roter Bewehrung.“
Kiebitzreihe zählt zu den so genannten sieben Kremper-Marsch-Dörfern. Diese Gemeinden haben ein einheitliches Wappen. Mehr dazu siehe: Amt Krempermarsch

## Wirtschaft und Infrastruktur
Über die Bundesstraße 5 besteht eine Anbindung nach Horst, Elmshorn und Itzehoe. Sowohl über Horst als auch Elmshorn ist die Autobahn Bundesautobahn 23 innerhalb von etwa zehn Minuten zu erreichen.
Kiebitzreihe liegt seit 2003 als eine von zwei Gemeinden im Kreis Steinburg im Tarifgebiet des Hamburger Verkehrsverbundes (HVV). Mit zwei Buslinien bestehen Verbindungen nach Horst, Glückstadt und Elmshorn.

## Bildung
- Grundschule Kiebitzreihe

## Persönlichkeiten
- Fritz Höger (1877–1949), Architekt, wurde in Bekenreihe geboren. Nach ihm wurde der Fritz-Höger-Ring benannt.
- Magnus Weidemann (1880–1967), Pfarrer, Maler, Grafiker, Fotograf und Autor, war Pfarrer in Kiebitzreihe. Nach ihm wurde der Magnus-Weidemann-Weg in Kiebitzreihe benannt.
- Hermann Höger (1882–1950), Architekt, wurde in Bekenreihe geboren.
- Hans Peter Feddersen (1905–1998), Bildhauer, wurde in Kiebitzreihe geboren.
- Schlagersängerin Isi Glück Bürgerlich Isabell Gülck